# Hilda Conkling
Pour les articles homonymes, voir Conkling.
Hilda Conkling née le 8 octobre 1910 à Catskill-on-Hudson (État de New York) et morte le 26 juin 1986 à Northampton, est une poétesse américaine.

## Biographie
Hilda est la fille de Grace Hazard Conkling (poète et professeur d'anglais au Smith College) et de Roscoe Platt Conkling. Son père meurt alors qu'elle a à peine quatre ans. Hilda a une sœur de deux ans plus âgée, nommée Elsa. 
Sa mère Grace est sa plus grande influence. Elle a pour habitude de lire à ses filles toute sorte de littérature, ce qui a pour effet pour Hilda de commencer à déclamer de la poésie. Hilda compose la majorité de ses poèmes durant son enfance entre 4 et 10 ans, jamais elle ne les écrit elle-même ; ceux-ci viennent lors de conversations avec sa mère qui les retranscrit à l'instant ou bien de mémoire. Celle-ci les lit alors à sa fille qui les corrige alors. Lorsque Hilda grandit sa mère arrête de prendre note de ses poèmes ; Hilda n'est pas connue pour avoir écrit quoi que ce soit, une fois adulte. Elle ne se maria jamais et vécut avec sa mère jusqu'au décès de celle-ci en 1958.

## Poésie
La plupart des poésies de Hilda ont pour thème la nature ; quelquefois tout simplement descriptifs, d'autres fois avec des éléments de fantasy. Les autres thèmes prédominants sont l'amour pour sa mère, des histoires, et des rêves du jour précédent, des illustrations de livres qui lui plaisent. Ces thèmes s'entremêlent, et Hilda use souvent de métaphores pour les descriptions de plantes et d'animaux. 
Trois recueils de poèmes sont publiés de son vivant : Poems by a Little Girl en 1920 avec une préface d'Amy Lowell, Shoes of the Wind en 1922 et Silverhorn en 1924. Ses poèmes figurent également dans les anthologies Silver Pennies en 1925, Sing a Song of Popcorn en 1988. Bien avant son premier livre, elle est publiée dans des magazines : Poetry:A Magazine of Verse, The Delineator (en), Good Housekeeping, The Lyric, St. Nicholas Magazine (en), et Contemporary Verse.

## Influences
Trois poèmes de Hilda Conkling : Evening, Moonsong et Water ont été joués dans la pièce chorale Three Nightsongs par le compositeur Joshua Shank.
Les poèmes Water, About My Dreams, Snow Capped Mountain, The White Cloud ont été mis en musique par J.D. Frizzell.

## Œuvre
- Poems by a little girl avec une préface d'Amy Lowell et un portrait par James Chapin, New York, Frederick A. Stokes Company, 1920.
- Shoes of the wind; a book of poems New York, Frederick A. Stokes Company, 1922.
- Silverhorn: the Hilda Conkling book for other children, Frederick A. Stokes Company, 1924.
- Hill songs, Vermont : Bread Loaf School of English, 19--